# Suhaila Seddiqi
Suhaila Siddiq (escrito también como Sediqqi; en pastún: جنراله ډاکټره سهيلا صديقي‎) (Kabul, 11 de marzo de 1949 – 4 de diciembre de 2020) a menudo llamada general Suhaila, fue una política afgana. Se desempeñó como Ministra de Salud Pública desde diciembre de 2001 hasta 2004. Antes de eso, trabajó como cirujana en el ejército de Afganistán. Como ministra del gobierno, se le ha dado el título de "Honorable" antes de su nombre. Siddiq fue una de las pocas mujeres líderes de gobierno en Afganistán hasta su muerte, y fue la única mujer en Afganistán en poseer el título de teniente general. Trabajó para el gobierno de Afganistán desde el reinado de Mohamed Zahir Shah.

## Primeros años y educación
Suhaila nació en Kabul, Afganistán. Pertenece al linaje real Barakzai Mohammadzai Pashtun.
Después de completar la escuela secundaria, asistió a Universidad de Medicina de Kabul pero completó sus estudios de medicina en Universidad Estatal de Moscú en lo que entonces era la Unión Soviética.

## Carrera
Durante el gobierno de Mohammad Najibullah (1987–1992), Siddiq recibió el rango de cirujana general, fue jefa de cirugía en el hospital principal de Kabul en Wazir Akbar Khan antes y después del Régimen Talibán. Bajo este régimen, mantuvo las normas de medicina para las mujeres y logró reabrir la sección de mujeres del hospital donde trabajaba, después de que los talibanes la cerraron.

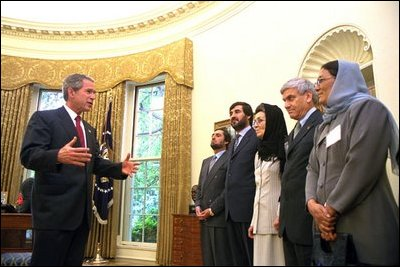
El presidente de los Estados Unidos George W. Bush en una reunión con ministros afganos en la Oficina Oval el 24 de julio de 2002. En la foto de la izquierda, están: Abdullah Abdullah, Sayed Mustafa Kazemi, Suhaila Siddiq, Mohammad Amin Farhang, y Habiba Sorabi.

Seddiqi también logró seguir trabajando durante los cinco años de gobierno de los talibanes, pero solo después de que el nuevo régimen se dio cuenta de cuánto la necesitaban. Inicialmente fue retirada de su puesto como jefa de cirugía en el hospital Wazir Akbar Khan de Kabul cuando el Talibán llegó al poder en 1996. Pero los nuevos líderes descubrieron rápidamente que era un error privarse de las habilidades del cirujano más famoso de Afganistán. Meses después de haberle ordenado que se quedara en casa fue reincorporada.
Después de la retirada del gobierno talibán tras la Invasión de Afganistán de 2001 por parte de las Fuerzas armadas de los Estados Unidos, las Fuerzas Armadas británicas y las Fuerzas Armadas de España, Siddiq fue nombrada Ministra de Salud Pública y juro ante el presidente interino Hamid Karzai. Uno de sus primeros actos fue solicitar ayuda de la comunidad internacional para el establecimiento de una fuerza laboral médica de mujeres. Se reunió con un equipo de la Organización Mundial de la Salud que fue enviado al país devastado por la guerra para evaluar sus necesidades de salud, y dijo que la capacitación de las mujeres afganas era clave porque son un activo crucial en sistema de salud.
Suhaila Siddiq es considerada una heroína del período talibán por muchas feministas. Tanto ella como su hermana Sidiqa, que era profesora en el Instituto Politécnico de Kabul, fueron dos de las pocas mujeres que se negaron con éxito a usar  burka. Se le cita diciendo: 

"Cuando la policía religiosa vino con sus bastones y levantó los brazos para golpearme, yo levanté la mía para devolverles el golpe. Luego bajaron los brazos y me dejaron ir".

La siguiente es una lista de algunas de las actividades publicitadas de Suhaila Siddiq como ministro:
- En abril de 2002, Seddiq supervisó la vacunación de aproximadamente 6 millones de niños afganos contra la poliomielitis en nombre del Fondo de las Naciones Unidas para la Infancia.[8]
- En julio de 2002, Seddiq se reunió con una delegación china que acordó financiar la renovación de lo que prometía ser el hospital más moderno de Afganistán.[9]
- En noviembre de 2006, Seddiq presentó un discurso sobre el sida en Afganistán a Eurasianet en la ciudad de Nueva York.[10]

## Vida personal
Siddiq vivió toda su vida en Afganistán. Nunca se casó porque estaba demasiado dedicada a su profesión y no tenía tiempo para un esposo: y declaró

"No me casé porque no quería recibir órdenes de un hombre".

## Muerte
Seddiqi sufría mal de Alzheimer. Falleció en Kabul el 4 de diciembre de 2020, víctima de complicaciones de COVID-19.